# Ливератос, Димитрис
Димитрис Ливератос (греч. Δημήτρης Λιβιεράτος, 1927 — 16 июня 2023) — греческий политический, профсоюзный деятель и историк рабочего движения. Участник международного троцкистского движения, «паблоист». Стоял у основания ПАСОК.

## Биография

### В Движении Сопротивления
Родился в 1927 году в Афинах. Во время оккупации участвовал в движении Сопротивления в качестве члена Революционной социалистической коммунистической партии Греции (ΕΣΚΚΕ), возглавляемой членом-основателем Социалистической рабочей партии, а затем секретарём Коммунистической партии Греции Фомасом Апостолидисом. В отличие от остальных троцкистских групп, эта попыталась непосредственно присоединиться к Национально-освободительному фронту (ЭАМ), однако сталинистское руководство КПГ отказало ей в этом, и участники ΕΣΚΚΕ вступали в ЭАМ в индивидуальном порядке, не афишируя свою политическую позицию.
Проучившись в Школе офицеров запаса Народно-освободительной армии (ЭЛАС), в декабре 1944 года Ливератос в рядах 1-го батальона 4-го полка 2-й бригады ЭЛАС участвовал в городских боях в Афинах.

### Послевоенное троцкистское движение
В июле 1946 года принял участие в объединительном съезде троцкистских организаций Греции в ущелье Пентели и создании объединённой Коммунистический интернационалистической партии Греции (ΚΔΚΕ). За свою политическую деятельность отправлен антикоммунистическими властями в островной концлагерь Макронисос. После освобождения он участвовал в Движении свободных профсоюзов (1951) и Демократическом профсоюзном движении (1955), а также сыграл ведущую роль в основании «Социалистической ассоциации молодежи» в 1953 году.
Вместе с Мишелем Пабло (тоже троцкистом из Греции) и аппаратом Четвёртого Интернационала был вовлечён в движение солидарности с национально-освободительной борьбой Алжира против Франции. Они, вместе с Сал Сантеном, собрали группу интернационалистов, которая наладила деятельность подпольной оружейной мастерской для Фронта национального освобождения в Марокко, в которую была вовлечена группа из примерно четырехсот человек.
После государственного переворота 1967 года в Греции, Ливератос организовал одну из первых групп сопротивления военному режиму под названием «Комитеты демократического сопротивления» (КДП). Из-за политических преследований вынужден был бежать в ФРГ, где сотрудничал с Всегреческим освободительным движением, основанным Андреасом Папандреу.

### ПАСОК; историк рабочего движения
Один из основателей Всегреческого социалистического движения (ПАСОК), входил в его Исполнительный комитет и отвечал за его Центр исследований и просвещения (ΚΕΜΕΔΙΑ). По словам самого Ливератоса, троцкисты играли ключевую роль в организационном развитии ПАСОК путём создания местных организаций по всей Греции, в предвыборной кампании партии на первых после падения диктатуры выборах в 1974 году, а также вдохновили новое движение на создание эмблемы зелёного солнца. В ходе раскола 1976 года Ливератос покинул организацию, основав вместе с другими троцкистами «Политическую ассоциацию 3 сентября».
В последующие годы Ливератос писал историю греческого рабочего движения, будучи членом Совета директоров Исторического архива Всеобщей конфедерации труда греческих рабочих (ΑΡΙΣΤΟΣ/ΓΣΕΕ).